# Рабатка

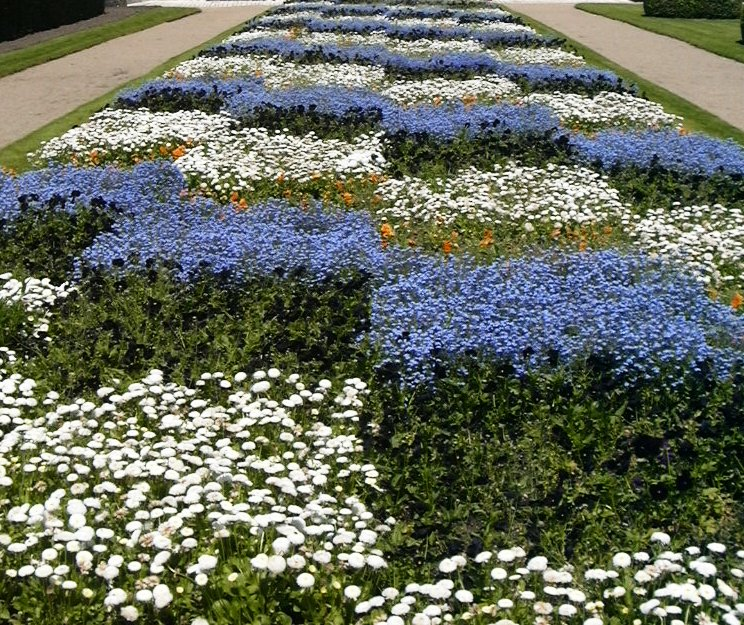
Рабатка у Франції

Раба́тка (від нім. Rabatte < фр. rabat — «закотка», «підрубка», «облямівка») — прямокутний квітник у вигляді вузької (шириною до 2-3 метрів) смуги вздовж паркану, огорожі або доріжки з одним або декількома видами рослин.
Рослини в рабатках, як правило, добираються контрасних кольорів і не змішуються, завдяки чому досягається ілюзія орнаменту.
Рабатки є одним з елементів ландшафтної архітектури.